# Dlangu
Dlangu is een bestuurslaag in het regentschap Purworejo van de provincie Midden-Java, Indonesië. Dlangu telt 2111 inwoners (volkstelling 2010).